# Крышные трущобы
Крышные трущобы (кит. 天台屋) — незаконное жильё на крышах жилых домов. Наиболее известными являются подобные поселения в Гонконге, где бедняки не могут позволить себе традиционные квартиры и вынуждены годами ждать доступного государственного жилья. Альтернативой являются хижины на крышах зданий. По данным переписи населения Гонконга, в 2006 году насчитывалось около 4000 жителей крышных трущоб, в настоящее время их число оценивается в десятки тысяч человек. Большинство крышных трущоб обнаружено в старых округах Цзюлуна: Самсёйпоу, Куньтхоне и Яучимвоне (Тайкокчёй).

## История
Жилищный кризис разразился в 1950-х и 1960-х годах, когда большое количество беженцев покинуло материковый Китай и переехало в Гонконг, создав неудовлетворённый спрос на доступное жильё.
С начала 1970-х годов в качестве дешёвого, но неблагоприятного жилья стали преобладать «блокгаузы» (кит. 木屋) и крышные трущобы. В 1970—1980-е годы из-за экономического развития Гонконга стоимость жилья выросла. Правительство не занималось проблемой доступного жилья, создавая дополнительное давление на людей и вынуждая их искать место жительства с низкой арендной платой, такое как крышные трущобы.
Рост арендной платы, отсутствие доступного жилья и долгий срок, необходимый для получения государственной квартиры, приводили к дальнейшему существованию трущоб на крышах.

## Описание и демография
Жилые отсеки, построенные на крышах многоквартирных домов в 1950-е и 1960-е годы, представляют собой прямоугольные помещения площадью от 9 до 28 м². Стены сложены из бетонных блоков, кирпича, дерева или жести. Между хижинами имеются узкие проходы. Иногда поблизости отведено место для выращивания растений или овощей. Также может быть предусмотрена общая зона для сушки белья. Более крепкие здания могут быть оборудованы кондиционерами. На здании Hoi On Building в округе Тайкокчёй накануне сноса на крыше проживало 100 человек, которые, вероятно, в дальнейшем нашли приют в одном из общежитий, созданных в промышленных зданиях и оборудованных спальным местом в клетке или отдельной жилой кабинкой.
В то время как стоимость официального жилья в Гонконге составляет более миллиона гонконгских долларов, незаконные постройки на крышах продаются на сером рынке менее чем за 50 000 гонконгских долларов. Крышные трущобы составляют резкий контраст с официальными квартирами Гонконга, «самого дорогого в мире роскошного города».
Многие люди живут в крышных трущобах более 30 лет. Новыми обитателями трущоб становятся граждане таких азиатских стран, как Непал или Пакистан, а также переселенцы из материкового Китая.

## Условия жизни

### Гигиена и здоровье
Одной из особенностей крышных трущоб является плохая гигиена из-за высокой влажности: жилища, как правило, изготавливаются из неводостойких материалов, таких как древесина, и не имеют систем для отвода дождевой воды. Ещё больше осложняет гигиену наличие крыс, тараканов, мух и комаров, которые распространяют болезни и загрязняют пищу.
Трущобы становятся местом размножения вирусов и бактерий, а жители подвержены инфекционным и респираторным заболеваниям. Температура в трущобах выше, чем снаружи, из-за плохой системы вентиляции и аккумулирующего тепло металла.
Жители трущоб вынуждены подниматься домой по лестнице, что составляет трудность для пожилых людей.

### Безопасность
Поскольку жилища сделаны из лёгких материалов, они не способны противостоять сильным штормам и тайфунам. Опасность также представляют пожары, особенно если строения имеют только один вход. Такие здания имеют высший приоритет при планировании сноса.
Быстрая эвакуация затруднена узкими проходами, загромождёнными вещами. Другим фактором риска является перегруз крыши, которая не проектировалась под размещение дополнительных построек.
Также металл легко ржавеет при высокой температуре и влажности, окрашивая стены и мебель.

### Перенаселение
Трущобы на крыше представляют собой несколько плотно расположенных жилищ; если жителей более ста, жизненное пространство позволяет разместить лишь несколько предметов мебели и электроприборов. Перенаселение и ограниченные возможности создают плохую среду обитания.

### Психическое здоровье
Жители крышных трущоб обычно имеют низкую самооценку и качество жизни. Жалобы включают чувство, будто другие люди смотрят на них свысока из-за места проживания, и чувство несчастья из-за невозможности жить где-то ещё, кроме как в старых, ветхих домах.
Поскольку трущобы на крыше здания являются незаконными, жители постоянно беспокоятся о сносе своих домов. Некоторые утверждают, что предпочтут умереть, если им придется переезжать на новое место.

## Статус
Бедственное положение нескольких тысяч или десятков тысяч людей, живущих в крышных трущобах, привлекает внимание средств массовой информации, но для граждан Гонконга по-прежнему не хватает безопасного и доступного жилья. Из-за недостаточного предложения выселение людей из трущоб не является приемлемым вариантом решения проблемы. Таким образом, правительство Гонконга в краткосрочной перспективе имеет мало способов изменить ситуацию.
Государственного жилья недостаточно для удовлетворения спроса. Каждый год строится около 15 000 новых квартир, но в очереди на получение государственного жилья находится более 300 000 человек. Доступное жильё может полностью отсутствовать на отдалённых островах, окружающих Гонконг. Даже если семьям на крышах предоставляется квартира, стоимость проезда на работу или до школы — например, до школы с программой помощи этническим меньшинствам с изучением кантонского диалекта, — жители не будут в состоянии покинуть трущобы. Некоторые хотят оставаться в незаконном жилище из-за близости к центру города и красивого вида с высоты.